# Década de 960
Séculos: Século IX - Século X - Século XI
Décadas: 930 940 950 - 960 - 970 980 990
Anos: 960 - 961 - 962 - 963 - 964 - 965 - 966 - 967 - 968 - 969